# Pratt & Whitney PW4000
Pratt & Whitney PW4000 je družina dvogrednih visokoobtočnih turboventilatorskih motorjev. Potisk znaša od 52000 do 99040 funtov (230 do 441 kN). Družina je razdeljena v tri razrede glede na premer ventilatorja: 94 inčne (2,4 m), 100 inčne (2,5 m) in 112 inčne (2,8 m). PW4000 je naslednik motorja Pratt & Whitney JT9D.

## Uporaba
- Airbus A300
- Airbus A310
- Airbus A330
- Boeing 747
- Boeing 767
- Boeing 777
- Boeing KC-46
- McDonnell Douglas MD-11

## Specifikacije (PW4084)
- Tip: dvogredni visokoobtočni turbofan
- Dolžina: 163.1 in (4.14 m)
- Premer ventilatorja: 112 in (2,54 m)

- Kompresor: 1 ventilator, 5-stopenjski nizkotlačni, 15-stopenjski visokotlačni
- Zgorevalna komora: obročasta
- Turbina: 2-stopenjska visokotlačna, 5-stopenjska nizkotlačna
- Največji potisk: 74000–98000 lbf (284,7–436 kN)
- Tlačno razmerje: 32,0:1 – 35,4:1
- Obtočno razmerje: 5,3:1
- Razmerje potisk/teža: 6–7